# 华丁香
华丁香（学名：Syringa protolaciniata）是木犀科丁香属的植物。分布在中国大陆的北方、甘肃、青海等地，多生长在山坡林下，目前尚未由人工引种栽培。

## 别名
甘肃丁香（中国树木分类学）